# Quettreville-sur-Sienne
Quettreville-sur-Sienne és un municipi francès situat al departament de la Manche i a la regió de Normandia. L'any 2007 tenia 1.400 habitants.

## Demografia

### Població
El 2007 la població de fet de Quettreville-sur-Sienne era de 1.400 persones. Hi havia 580 famílies de les quals 138 eren unipersonals (51 homes vivint sols i 87 dones vivint soles), 233 parelles sense fills, 193 parelles amb fills i 16 famílies monoparentals amb fills.
La població ha evolucionat segons el següent gràfic:
Habitants censats

### Habitatges
El 2007 hi havia 686 habitatges, 588 eren l'habitatge principal de la família, 66 eren segones residències i 32 estaven desocupats. 672 eren cases i 10 eren apartaments. Dels 588 habitatges principals, 392 estaven ocupats pels seus propietaris, 188 estaven llogats i ocupats pels llogaters i 7 estaven cedits a títol gratuït; 21 tenien dues cambres, 107 en tenien tres, 172 en tenien quatre i 288 en tenien cinc o més. 505 habitatges disposaven pel capbaix d'una plaça de pàrquing. A 266 habitatges hi havia un automòbil i a 277 n'hi havia dos o més.

### Piràmide de població
La piràmide de població per edats i sexe el 2009 era:
| Homes | Edats   | Dones |
| ----- | ------- | ----- |
| 0     | 95 o +  | 0     |
| 0     | 90 a 94 | 0     |
| 4     | 85 a 89 | 16    |
| 8     | 80 a 84 | 12    |
| 36    | 75 a 79 | 28    |
| 32    | 70 a 74 | 28    |
| 44    | 65 a 69 | 36    |
| 24    | 60 a 64 | 48    |
| 20    | 55 a 59 | 16    |
| 44    | 50 a 54 | 20    |
| 40    | 45 a 49 | 32    |
| 64    | 40 a 44 | 56    |
| 36    | 35 a 39 | 36    |
| 36    | 30 a 34 | 52    |
| 32    | 25 a 29 | 28    |
| 28    | 20 a 24 | 40    |
| 64    | 15 a 19 | 28    |
| 40    | 10 a 14 | 44    |
| 32    | 5 a 9   | 48    |
| 40    | 0 a 4   | 44    |

## Economia
El 2007 la població en edat de treballar era de 855 persones, 633 eren actives i 222 eren inactives. De les 633 persones actives 589 estaven ocupades (312 homes i 277 dones) i 45 estaven aturades (20 homes i 25 dones). De les 222 persones inactives 110 estaven jubilades, 45 estaven estudiant i 67 estaven classificades com a «altres inactius».

### Ingressos
El 2009 a Quettreville-sur-Sienne hi havia 581 unitats fiscals que integraven 1.429 persones, la mediana anual d'ingressos fiscals per persona era de 16.188,5 €.

### Activitats econòmiques
Dels 61 establiments que hi havia el 2007, 2 eren d'empreses alimentàries, 1 d'una empresa de fabricació de material elèctric, 3 d'empreses de fabricació d'altres productes industrials, 15 d'empreses de construcció, 20 d'empreses de comerç i reparació d'automòbils, 3 d'empreses de transport, 1 d'una empresa d'hostatgeria i restauració, 1 d'una empresa financera, 7 d'empreses de serveis, 6 d'entitats de l'administració pública i 2 d'empreses classificades com a «altres activitats de serveis».
Dels 19 establiments de servei als particulars que hi havia el 2009, 1 era una oficina de correu, 1 una oficina bancària, 1 taller de reparació d'automòbils i de material agrícola, 1 taller d'inspecció tècnica de vehicles, 1 paleta, 2 guixaires pintors, 3 fusteries, 5 lampisteries, 2 electricistes, 1 perruqueria i 1 restaurant.
Dels 9 establiments comercials que hi havia el 2009, 1 era un hipermercat, 1 una botiga de menys de 120 m², 1 una fleca, 1 una peixateria, 1 una llibreria, 2 botigues de material esportiu, 1 una botiga de material de revestiment de parets i terra i 1 una joieria.
L'any 2000 a Quettreville-sur-Sienne hi havia 58 explotacions agrícoles que ocupaven un total de 1.210 hectàrees.

## Equipaments sanitaris i escolars
L'únic equipament sanitari que hi havia el 2009 era una farmàcia.
El 2009 hi havia una escola elemental.

## Poblacions més properes
El següent diagrama mostra les poblacions més properes.